# Shannon Johnson
Shannon Regina Johnson (Hartsville, 18 agosto 1974) è un'ex cestista e allenatrice di pallacanestro statunitense, professionista nella ABL e nella WNBA.
Chiamata Pee Wee, è alta 173 cm per 69 kg e giocava come playmaker.

## Carriera
Shannon Johnson ha frequentato l'Università della Carolina del Sud, a Columbia. Lì ha giocato con la squadra di basket universitaria, grazie alla quale è stata inserita nella All Stars della Southeastern Conference per tre anni consecutivi ed è arrivata seconda al Wade Trophy del 1995.
Uscita dal college, la Johnson giocò con le Columbus Quest, squadra dell'American Basketball League. La squadra vinse entrambe le edizioni del campionato, che poi fu abolito. Nel 1999 passò alla Women's National Basketball Association, prima con la maglia delle Orlando Miracle, che poi diventarono Connecticut Sun, poi con le San Antonio Silver Stars. Nel marzo 2007 passa alle Detroit Shock.
Ha fatto parte del WNBA All-Star Game nel 1999, 2000, 2002 e 2003.
Dal 2007-08 gioca anche in Serie A1 italiana, con l'Umana Venezia, con cui ha vinto la Coppa Italia 2008. Nel maggio 2008 passa alle Houston Comets.
Fa parte anche della nazionale statunitense, con cui ha vinto il Mondiale 2002 e il Torneo Olimpico 2004.

## Palmarès

### Squadra
- American Basketball League: 2
Columbus Quest: 1997, 1998
- Mondiali
Stati Uniti: 2002
- Torneo Olimpico: 1
Stati Uniti: 2004
- Coppa Italia: 1
Reyer Venezia: 2008

### Individuale
- 3 volte All-WNBA Second Team (1999, 2000, 2002)